# Dora y sus amigos
Dora y sus amigos: ¡En la ciudad! (también conocida como Dora y sus amigos, título original en inglés: Dora and Friends: Into the City!) es una serie animada de televisión educativa estadounidense. Se trata de una escisión y spin-off del programa de televisión de Nickelodeon, Dora, la exploradora. La serie se estrenó en Estados Unidos por primera vez el 18 de agosto de 2014. El 9 de octubre de 2014, Nickelodeon renovó la serie para una segunda temporada donde constan 20 episodios, que se estrenó el 10 de septiembre de 2015, empezó con el episodio "Kate's Book" y terminó el 5 de febrero de 2017.

## Personajes
- Dora: es una aventurera multi-talentosa, es una buena solucionadora de problemas a la que le encanta descubrir nuevos lugares.

- Alana: es deportista y ama a los animales y un aspirante a chef.
- Emma: es muy trabajadora, es una música con una gran presencia en el escenario.
- Kate: es pelirroja; artística, creativa, y le encanta disfrazarse.
- Pablo: es un entusiasta del fútbol.

## Producción
En 2013, Nickelodeon anunció que se produciría el spin-off de Dora, la exploradora titulado como ¡Dora y sus amigos en la ciudad! Se protagonizará como Dora, una preadolescente que se va de aventuras de la ciudad con un grupo de nuevos amigos. La serie ha adquirido audiencia durante la transmisión de 20 episodios y tuvo su estreno en horario estelar en Nickelodeon el 18 de agosto de 2014.
Los "nuevos amigos", así y el reciente visual de Dora, se introdujeron en 2009 como parte del spin-off de Dora, la exploradora, "Las niñas exploradoras de Dora". Los personajes son Kate, Naiya, Alana, Emma, y Pablo. Un episodio piloto especial, titulado "Las niñas exploradoras de Dora: Nuestro primer concierto", se estrenó el 8 de agosto de 2011.
La segunda temporada se estrenó el 10 de septiembre de 2015 en Estados Unidos. 

## Argumento
En esta serie, Dora va a la escuela y vive en la ciudad de Playa Verde, ubicada al municipio de Piriápolis del departamento de Maldonado en Uruguay. Junto con las niñas exploradoras y Pablo, Dora y sus amigos trabajan juntos y van en aventuras increíbles mientras descubre los secretos de su ciudad. Dora tiene una pulsera mágica y un teléfono inteligente, con una versión de la aplicación de la hoja anterior para ayudarla. A su amiga Kate le gusta el drama, mientras que a Emma es muy trabajadora y le encanta la música, Alana es deportista y ama a los animales, Naiya es inteligente y le encanta leer, y a Pablo le encanta jugar al fútbol.
Los personajes son todos bilingües y hablan el español, además del inglés. Sin embargo, el plan de estudios de español en Dora y sus amigos se ha ampliado para el uso de frases simples y comandos en lugar de solo las palabras en español individuales utilizados en el programa anterior, Dora, la exploradora.

### Episodios
| Temporada | Temporada | Episodios | Estreno                  | Final                |
| --------- | --------- | --------- | ------------------------ | -------------------- |
|           | 1         | 20        | 18 de agosto de 2014     | 5 de febrero de 2016 |
|           | 2         | 20        | 10 de septiembre de 2015 | 5 de febrero de 2017 |

## Reparto
| Personaje      | Actor de voz        |
| -------------- | ------------------- |
| Dora           | Fátima Ptacek       |
| Pablo          | Eduardo Aristizábal |
| Alana          | Ashley Earnest      |
| Kate           | Isabela Moner       |
| Emma           | Kayta Thomas        |
| Naiya          | Alexandria Suárez   |
| Mapa           | Marc Weiner         |
| Madre de Dora  | Eileen Galindo      |
| Padre de Dora  | Julián Rebolledo    |
| Abuela de Dora | Míriam Cruz         |